# Agomé-Yoh
Agomé-Yoh ou Agomé-Yo est une commune togolaise située dans la préfecture du Kloto, au Sud-Ouest du Togo dans la région des Plateaux. Elle se situe au centre de la forêt classée de Missahoé, est voisine de Missahoé et à proximité de Kpalimé.
La commune est proche de la cascade la plus visitée du Togo, la cascade de Kamalo et demeure le siège du pouvoir coutumier du peuple Agomé. On y trouve aussi, sur la route menant à Missahoé, des vestiges archéologiques de la colonisation allemande.

## Toponymie
Le lieu est nommé suivant le nom du peuple Agomé, auquel a été ajouté une variété d'arbres qui se trouvent sur le site lors de leur arrivée, les arbres « Yoti ».

## Histoire

### Peuplement
La commune est située sur les terres du peuple Agomé, une sous-branche du peuple Ewe, dont elle porte le nom,. Avant leur arrivée au XVIIIe siècle, le lieu est occupé par les Tové Ahoundjo, mais ils migrent après la venue des Agomé.
Il s'agit d'une des cinq villes du Togo où ils sont majoritaires, et la première qu'ils peuplent. Ainsi, bien que la commune proche de Kpalimé, anciennement Agomé-Kpalimé, soit plus importante dès le XVIIIe siècle, le centre du pouvoir des Agomé s'y trouve, et ils y disposent de la chefferie supérieure de leur peuple.

### Colonisation
La commune est visitée et traversée par les explorateurs allemands qui visitent la région en vue d'une colonisation. L'un des chefs d'Agomé-Yoh, Togbui Tsally Kokou Senyo, s'implique de manière importante dans la lutte pour l'indépendance du Togo.

### Togo post-colonial
Le chef, Togbui Tsally, devient par la suite un soutien important du régime des Gnassingbé et poursuit ses activités, comme organiser les libations et les cérémonies dans la communauté. On trouve encore des vestiges archéologiques de la colonisation allemande sur la route reliant Agomé-Yoh à Missahoé. La commune est ensuite rattachée au rassemblement de communes « Kloto 3 ».
La culture du café et du cacao est très répandue autour de la commune.

## Climat
En 2013, la pluviométrie de la région varie entre 1400 et 1800 mm et voit chaque année 2 à 3 mois de saison sèche. Le maximum de la température enregistré y est à cette époque de 34 degrés et son minimum de 18.

## Hydrographie
La commune se trouve à proximité de la cascade de Kamalo, la cascade la plus visitée du Togo,.